# Fisher P-75 Eagle
Il Fisher P-75 Eagle (Aquila, in lingua inglese) fu un caccia intercettore, monoplano, monomotore sviluppato dall'azienda aeronautica statunitense Fisher Body Division, una controllata della General Motors Corporation, verso la metà degli anni quaranta. Il programma di costruzione venne annullato dopo che era stato costruito un piccolo numero di prototipi ed esemplari di serie, in quanto era venuto a mancare il relativo requisito operativo presso l'United States Army Air Forces (USAAF), inoltre l'aereo non poteva essere messo a punto rapidamente, e non possedeva nessun notevole vantaggio rispetto ai tipi già in produzione.

## Storia del progetto
Nel febbraio 1942 l'USAAF, a quel tempo ancora componente aerea dell'United States Army, l'esercito statunitense, emise una specifica urgente, rivolta a tutti i costruttori di aeromobili degli Stati Uniti d'America, relativa alla progettazione e alla realizzazione di un caccia/intercettore dotato di un eccezionale valore di velocità di salita. Nel mese di aprile l'ingegnere Donovan R. Berlin, famoso progettista dei caccia Curtiss P-36 Hawk e P-40 Tomahawk, lasciò la Curtiss per diventare direttore tecnico dello stabilimento Fisher di Cleveland (Ohio) una divisione di sviluppo aeronautico appartenente alla General Motors Corporation di Warren (Michigan). Nel mese di settembre l'ufficio tecnico della Fisher presentò all'U.S.A.A.F. il progetto di un nuovo velivolo monoplano, ad abitacolo completamente pressurizzato, dotato del potente motore Allison V-3420 a 24 cilindri disposti a W. Il propulsore, risultante dall'unione di due V-1710 affiancati l'uno all'altro (un'architettura simile a quella del tedesco DB 610, anche se nel caso di quest'ultimo le due "V" erano rovesciate), era posizionato dietro all'abitacolo del pilota, ed azionava, tramite due lunghi alberi di trasmissione, due eliche tripala metalliche controrotanti.

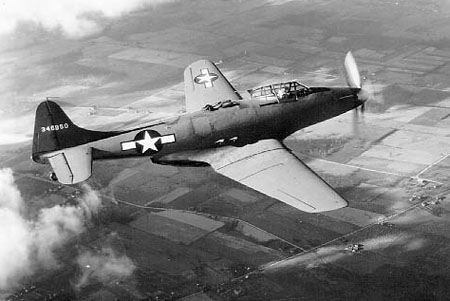
Il primo esemplare di XP-75-GM in volo (S/N 43-46950)

Il 10 ottobre 1942 presso la Fisher Body Division fu firmato il contratto per la realizzazione di due prototipi, designati XP-75. Il titolare della ditta, volendo assicurarsi una buona pubblicità riuscì a convincere i vertici dell'esercito a rinunciare alle sigle XP-73 e XP-74, facendosi assegnare la designazione XP-75 che lui reputava  un bel numero simbolico. Per la pubblicità dell'aereo venne utilizzato lo slogan: Per la prima guerra mondiale, il (cannone) da 75 francese, per la seconda guerra mondiale, il P-75 Fisher!. Al fine di guadagnare tempo prezioso e fare economia, si decise di utilizzare per la realizzazione del nuovo aereo, parti altri velivoli già in fase di realizzazione presso altri stabilimenti. La parte posteriore della fusoliera, gli impennaggi, la deriva e il tettuccio di protezione dell'abitacolo erano direttamente mutuati dal Douglas A-24 Banshee, versione terrestre dell'SBD Dauntless della marina. Per l'ala si adottò la configurazione a W, utilizzando la parte centrale dell'F4U Corsair, compreso il carrello di atterraggio, mentre le semiali sarebbero state quelle del P-51 Mustang. Per semplificare la produzione, tuttavia, fu adottata una sezione centrale dritta, con l'aggiunta delle ali e del carrello del Curtiss P-40. La disposizione del propulsore, comprensiva della stessa elica, fu presa direttamente dal Bell P-39 Airacobra. I lavori di progettazione progredirono rapidamente, tanto che l'8 marzo 1943 il mock-up del velivolo fu presentato all'apposita commissione dell'U.S.A.A.F., che diede via libera il 31 maggio, raccomandando l'adozione di piccole modifiche. 
Durante l'estate del 1943 l'U.S. Army Air Force necessitava ormai urgentemente di un caccia a lungo raggio, con cui scortare le formazioni di bombardieri pesanti impegnati nelle incursioni sull'Europa. Il requisito per un intercettore ad alta velocità, venne messo in secondo piano. Il secondo prototipo fu modificato come caccia di scorta a lungo raggio, e ne vennero ordinati ulteriori sei nella versione P-75-GM. Il primo esemplare di XP-75 volò per la prima volta il 17 novembre 1943, ai comandi del collaudatore Russell Thaw, spinto da un motore Allison V-3420-19 a 24 cilindri a W, erogante sulla carta 2.600 hp, che azionava due eliche coassiali controrotanti. A quel tempo la General Motors era impegnata in numerosi progetti dedicati allo sforzo bellico, compresa la produzione di massa di diversi tipi di velivoli, tra cui il Grumman TBF Avenger. Secondo alcune fonti il P-75 è il risultato della volontà della General Motors di non costruire su licenza il bombardiere Boeing B-29 Superfortress. Essendo il P-75 Eagle un progetto "ad alta priorità", esso aiutava la fabbrica G.M. ad evitare di essere aggregata alla produzione del Superfortress. Al primo volo del XP-75 Eagle fu data un'ampia copertura mediatica, venendo sbandierato a tutta l'opinione pubblica come un wonder plane.

## Tecnica
Il Fisher P-75 Eagle era un monoplano monomotore, dalla struttura interamente metallica. L'ala era in posizione bassa, posizionata in corrispondenza della cabina di pilotaggio. Essa ospitava il pilota, ed era dotata di un tettuccio a goccia. I piani di coda erano di tipo classico con gli stabilizzatori orizzontali situati a metà della deriva. Il carrello d'atterraggio era di tipo triciclo posteriore. Le gambe principali si ritraevano all'interno della struttura alare con movimento laterale diretto verso l'esterno, mentre il ruotino di coda, sterzabile, era anch'esso completamente retrattile.
Il propulsore impiegato era un motore a W V-3420-19 a 24 cilindri, raffreddato a liquido. La potenza erogata era pari a 2 885  hp (pari a circa 2 150 kW), ed azionava due eliche tripala metalliche controrotanti.
L'armamento si basava su sei mitragliatrici Browning M2 calibro .50 in (12,7 mm) installate tre per semiala, con 235 colpi per arma. Altre quattro mitragliatrici Browning M2 da 12,7 mm erano installate sul muso, e avevano una dotazione di 300 colpi ciascuna. Il carico offensivo massimo trasportabile era pari a 460 kg, ma poteva arrivare ad un massimo di 1 810 kg.

## Impiego operativo

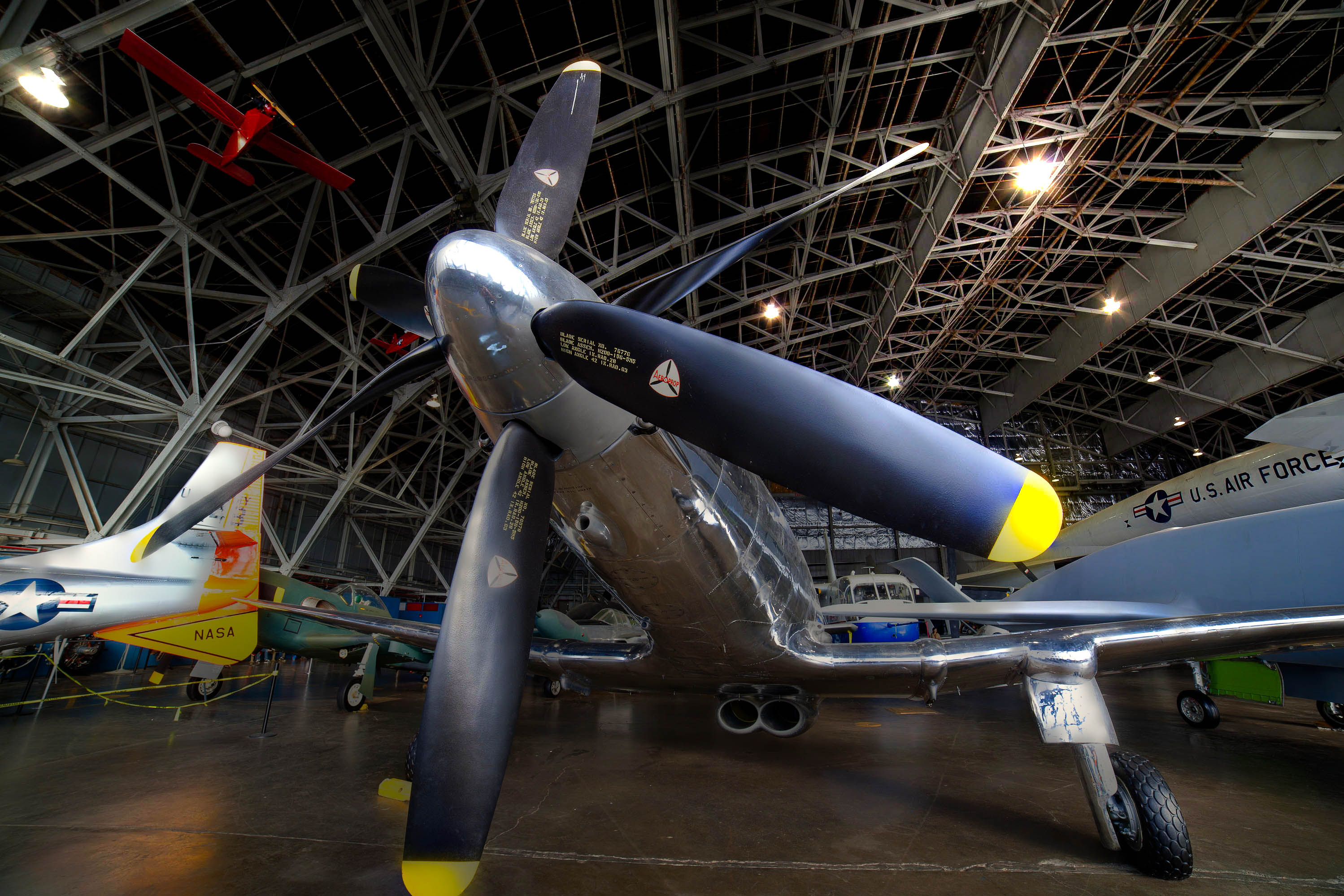
L'esemplare di Fisher P-75 Eagle in esposizione presso il National Museum of the USAF nella Galleria Research & Development

Le prime prove di volo evidenziarono prestazioni complessive modeste, e si dovette rinunciare all'utilizzo di alcune delle parti di altri aerei previste. La parte posteriore dell'aereo fu riprogettata adottando superfici più grandi aventi forme angolari, e inoltre fu installato un nuovo tettuccio a bolla. Dopo le modifiche apportate le prestazioni migliorarono significativamente, e l'aereo ricevette un armamento di dieci mitragliatrici cal. 50 (12,7 mm), sei alari e quattro installate nel muso. A questo punto fu emesso un ordine per 2 500 aerei di produzione, ma il relativo contratto prevedeva la clausola che se il primo P-75A di preserie non fosse risultato soddisfacente l'ordine poteva essere completamente cancellato. Il colonnello Mark Bradley, collaudatore U.S.A.A.F., fu il primo pilota dell'esercito che volò sul prototipo del P-75. Egli si convinse subito che l'aereo era mal progettato, e in un rapporto mandato al comandante del Dipartimento di Ingegneria di Volo, il colonnello Ernest Warburton, scrisse: la stabilità e i controlli di volo di questo aereo sono totalmente inappropriati per un caccia. L'aereo sembra pronto ad entrare in stallo o in vite in qualsiasi momento. Nessuno dei controlli ispira fiducia al pilota. Tale rapporto fu determinante per il futuro del nuovo caccia.
Il secondo prototipo volò poco dopo il primo, e gli altri sei nella versione P-75-GM a lungo raggio entrarono nel programma di test valutativo entro la primavera del 1944. Il programma dei test evidenziò numerosi problemi iniziali, tra cui un errore di calcolo del centro di gravità del caccia, l'inadeguatezza del motore che non erogava la potenza prevista e tendeva a rompersi, l'insufficiente raffreddamento del propulsore, problemi agli alettoni durante il volo ad alta velocità, scarsa stabilità in virata e facilità ad entrare in stallo alle basse velocità. Il quinto prototipo precipitò l'8 aprile 1944, durante l'effettuazione delle prime manovre acrobatiche, causando la morte del collaudatore civile. Il 26 luglio il terzo prototipo fece registrare una velocità massima di 676 km/h alla quota di 6 900 m, mentre quella di salita era pari a 15,2 m/sec.
La parziale riprogettazione, che vide l'adozione di nuovi impennaggi di coda, nuovo tettuccio e motore V-3420-23, corresse la maggior parte dei difetti evidenziati. Il primo P-75A di serie volò per la prima volta il 15 settembre 1944, facendo registrare una velocità massima di 646 km/h alla quota di 9 600 m, mentre quella di salita era pari a 12,2 m/sec. 
Purtroppo durante questa fase della guerra, il caccia bimotore Lockheed P-38 Lightning, unitamente ai monomotori Republic P-47 Thunderbolt e North American P-51 Mustang, dimostrò eccellenti capacità nelle missioni di scorta a lungo raggio. Il 27 ottobre, dopo che cinque esemplari di serie erano usciti di fabbrica, l'U.S.A.A.F. decise ufficialmente di terminare la produzione. I cinque esemplari vennero utilizzati per testare i sistemi di raffreddamento del propulsore Allison, mentre un sesto aereo fu completato successivamente come velivolo di riserva, adibito a compiti sperimentali e di sviluppo del motore V-3420. In realtà l'aereo venne immediatamente accantonato sulla Air Force Base (AFB) di Wright-Patterson di Dayton, Ohio, entrando poi nella collezione del locale Museo. In totale risultano costruiti otto XP-75 e sei P-75A di preserie, mentre il costo totale del programma fu di 50,12 milioni di dollari.

## Versioni

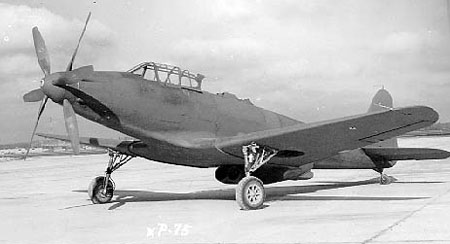
Fisher XP-75 3/4 visto di fronte (S/N 43-46950)

- XP-75: due prototipi (serial numbers 43-46950 e 43-46951) dotati di propulsore Allison V-3420, primo volo il 17 novembre 1943.
- XP-75-GM: ulteriori sei prototipi (s/n 44-32161, 44-32162, 44-32163, 44-32164, 44-32165 e 44-32166) della versione modificata per la scorta a lungo raggio.
- P-75A : prima versione di serie dotata di motore V-3420-23, ordinata in 2.500 esemplari, primo volo il 15 settembre 1944. Cinque esemplari costruiti, più uno assemblato successivamente come velivolo di riserva (s/n 44-44549, 44-44550, 44-44551, 44-44552, 44-44553 e 44-44554).

## Utilizzatori
Stati Uniti
- United States Army Air Forces

## Esemplari attualmente esistenti

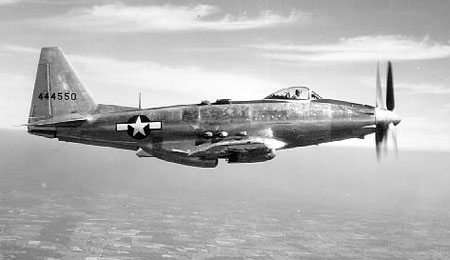
Fisher P-75A in volo, vista laterale

Il sesto esemplare di serie, matricola s/n 44-44553, venne completato come velivolo di riserva destinato alla sperimentazione e sviluppo del motore V-3420. Al termine dell'attività venne accantonato sulla base militare di Wright-Patterson, entrando successivamente nella collezione del National Museum of the United States Air Force di Dayton, Ohio. Per molti anni questo aereo rimase in mostra presso la Experimental Aircraft Gallery del museo. Nel 1999 il personale del museo scoprì un esteso deterioramento della cellula, che costrinse ad effettuare un radicale restauro del velivolo.

### Annotazioni
1. ↑  Considerato una delle armi che contribuirono di più alla sconfitta della Germania nella prima guerra mondiale.
2. ↑  Due bombe da 230 kg.
3. ↑  Egli eseguì ben 24 voli di prova.

### Fonti
1. ↑  O'Leary 1994, p. 85.
2. ↑  Green 1961, p. 87.
3. ↑  Green, Swanborough 1978, p. 7.
4. 1 2 3 4 5 6 7 8 9 10 11 12 13 14 15 16 17 18 19 20 21  Уголок неба.
5. 1 2 3  Norton 2008, p. 131.
6. 1 2 3 4 5 6 7 8 9 10 11  Pattillo 2001, p. 139.
7. 1 2 3 4 5 6  Zigmunt 1997, p. 45.
8. ↑  Winchester, Jim. The World's Worst Aircraft, Amber Books, London, 2005.
9. ↑  O'Leary 1994, p. 81.
10. ↑  "Fisher P-75 Eagle/44-44553." Archiviato il 13 gennaio 2014 in Internet Archive. National Museum of the United States Air Force. Retrieved: 10 May 2013.